# Ханца (Бакау)
Ханца (рум. Hanța) насеље је у Румунији у округу Бакау у општини Поду Туркулуј. Oпштина се налази на надморској висини од 106 m.

## Становништво
Према подацима из 2002. године у насељу је живело 66 становника, од којих су сви румунске националности.